# Blo’ Norton
Blo’ Norton – wieś w Anglii, w hrabstwie Norfolk, w dystrykcie Breckland. Leży 37 km na południowy zachód od miasta Norwich i 122 km na północny wschód od Londynu. W 2001 miejscowość liczyła 270 mieszkańców.